# Johann Schrammel
Johann Schrammel, född den 22 maj 1850 i Wien och död där den 17 juni 1893, var en österrikisk kompositör och musiker.
Bröderna Johann och Josef Schrammel (1852-1895) gav upphov till begreppet Schrammelkvartett, som består av två violiner, gitarr och dragspel. Bröderna grundade 1877 kvartetten D'Schrammeln och framförde populärmusik (såsom Wien bleibt Wien), många komponerade av Johann Schrammel. Från början ingick klarinett i kvartetten, men den ersattes 1891 av dragspel.

## Verk i urval
- Der Schwalbe Gruß, op. 105. Lied. Text av Carl Lindau.
- Faschingskrapfen. Vals.
- Glück und Liebe. Valslied. Text av Eduard Merkt.
- Hechten-Marsch.
- Kunst und Natur. Marsch.
- Praterveigerln, op. 151. Polka française.
- ’s Herz von an echten Weana. (Känd under namet „Schrammel Walzer“); Vals för piano med sång ad libitum. Text av Carl Lorens.
- Vindobona, du herrliche Stadt. Valslied. Text av Karl Schmitter.
- Warum da Weana in den Himmel kumma muass. Original-Couplet Eduard Merkt.
- Was Öst’reich is’. Alt-Wienerlied. Text av Wilhelm Wiesberg.
- Weana G′müat, op. 112. Vals.
- Wien – Berlin, op. 100. Marsch.
- Wien bleibt Wien! Marsch.
- Wiener Künstler, op. 111. Marsch. Text av C. M. Haslbrunner.

## Bilder

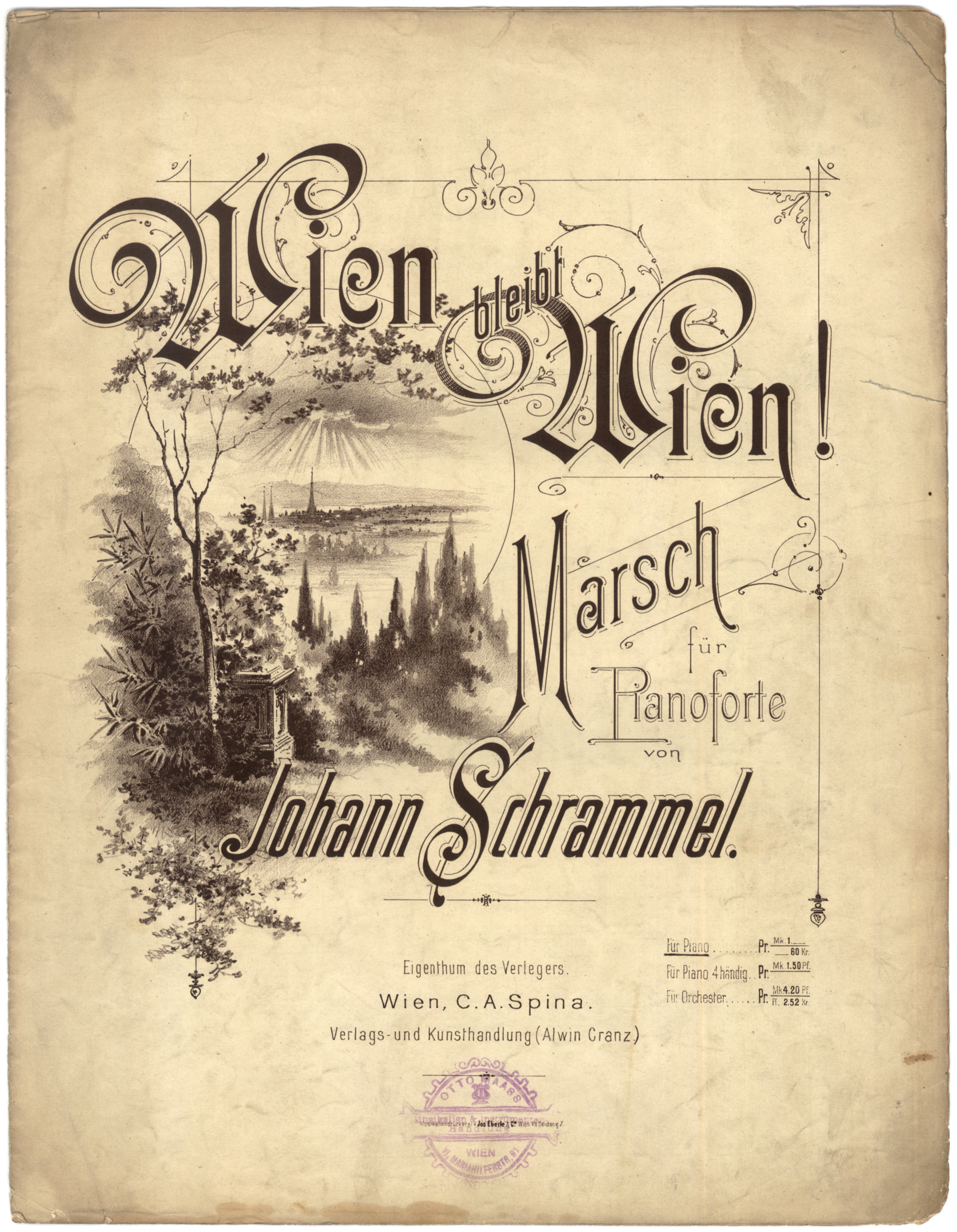
Noterna till Wien bleibt Wien.
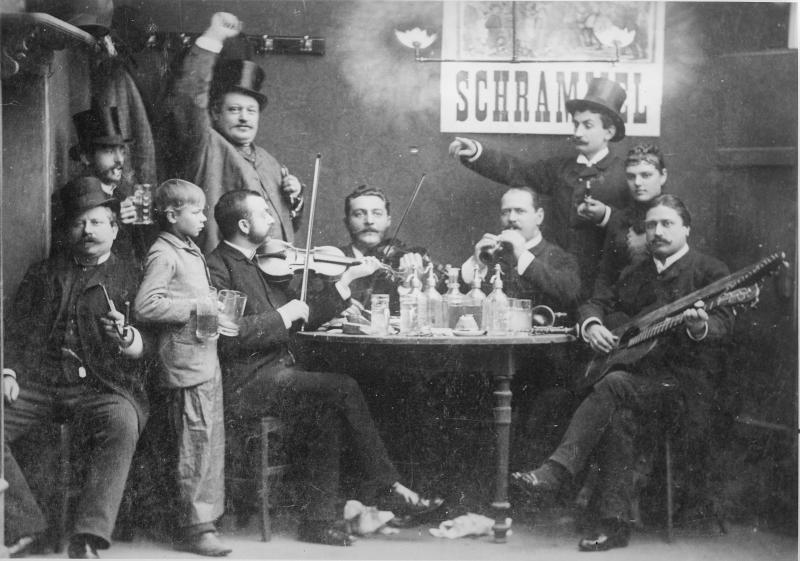
Johann Schrammels Schrammel-Quartett omkring 1879.
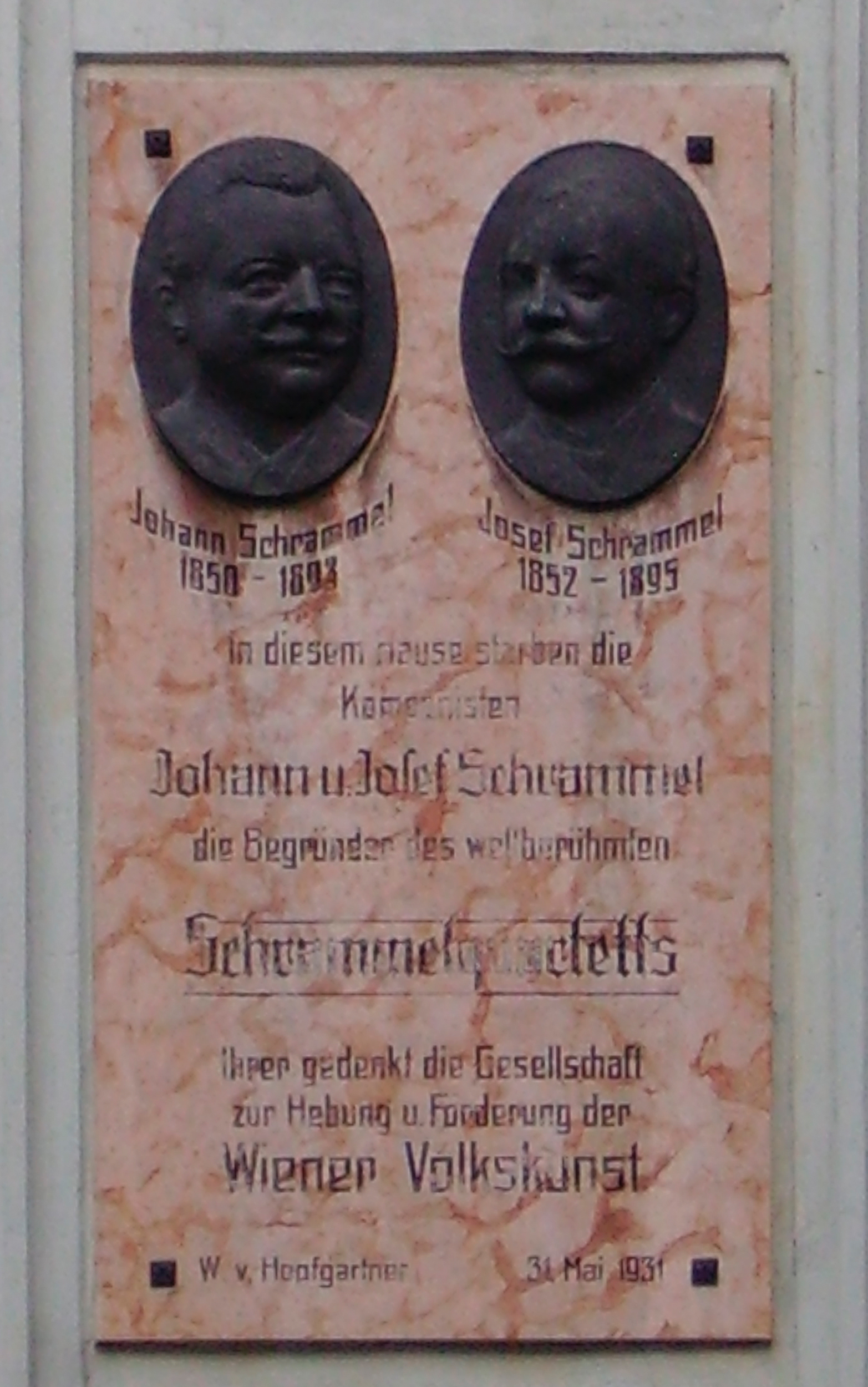
Minnestavla vid Kalvarienberggasse 36 i Wien-Hernals.
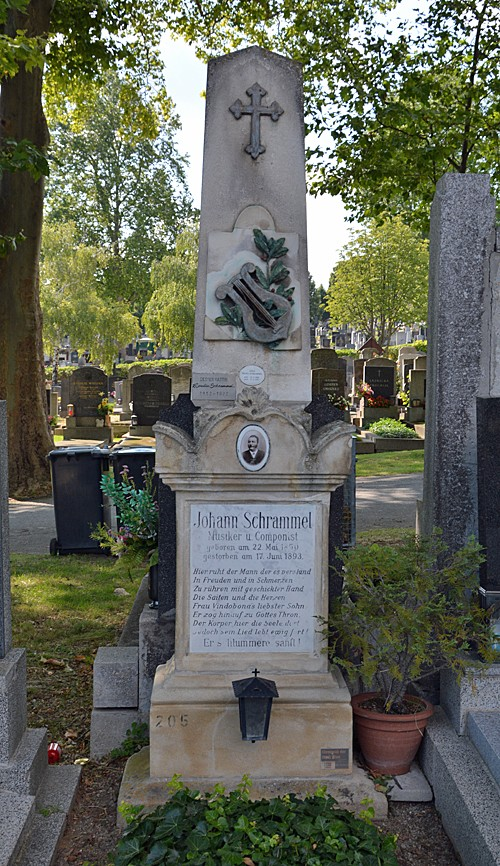
Johann Schrammels gravsten.